# Francis Douce
Francis Douce (1757-30 mars 1834) est un antiquaire et conservateur de musée britannique.

## Le recueil
Douce rassemble une grande quantité de manuscrits et de livres manuscrits ou imprimés. À travers sa collection, Douce souhaite illustrer les mœurs, les coutumes et les croyances des peuples à travers les temps. Sa collection est particulièrement importantes dans les domaines de l'histoire, la biographie, les antiquités, les mœurs, les coutumes, les beaux-arts, les voyages, l'archéologie et la sorcellerie.
Bien que sa collection couvre de nombres langues, elle est particulièrement orientée vers la littérature anglaise (en particulier Shakespeare), les livres enluminés et les romans français. Entre 1830 et 1833, il met en lumière deux pièces de Hans Holbein le Jeune, dont The Dance of Death, regravées par George Wilmot Bonner (en), John Byfield et Mary Byfield.
Un catalogue de ses manuscrits et livres imprimés est publié en 1840.